# Pinner (metropolitana di Londra)
Pinner è una stazione della linea Metropolitan della metropolitana di Londra.
Poiché la stazione di Pinner non è servita da servizi veloci, si deve cambiare ad Harrow-on-the-Hill o Moor Park per un treno che fermi a tutte le stazioni. Questo cambio è necessario solo dal lunedì al venerdì nelle ore di punta (verso sud durante il picco del mattino e verso nord durante il picco serale).

## Storia
La stazione venne aperta il 25 maggio 1885, dopo un primo allungamento della linea a Harrow-on-the-Hill nel 1880. Rimase il capolinea della Metropolitan Railway fino al 1º settembre 1887 quando la linea venne ulteriormente spostata a Rickmansworth.

## Strutture e impianti
Dalla biglietteria della stazione, è possibile accedere alla stazione alla banchina in direzione sud senza barriere architettoniche. Per accedere alla banchina in direzione nord, è necessario utilizzare un sovrappasso pedonale che era stato costruito nel 2002. Prima della costruzione di questo, esisteva un sottopasso tra le due banchine ma è stato chiuso per ragioni di sicurezza.
Il 18 luglio 2008 sono state installate dei montascale che hanno reso la stazione totalmente accessibile ai portatori di handicap. Inizialmente questa installazione era prevista per il 2005 ma, a causa della mancanza di finanziamenti, è stata rinviata al 2009/10; a seguito di reclami da parte dell'Associazione degli Utenti del Trasporto Pubblico di Harrow, questa installazione è stata anticipata al 2007. Tuttavia, il fallimento della Metronet, il consorzio che aveva in gestione l'appalto dei lavori di manutenzione della rete metropolitana, i lavori sono stati ancora rinviati.
La stazione di Pinner rientra nella Travelcard Zone 5.

## Interscambi
Nelle vicinanze della stazione effettuano fermata alcune linee urbane automobilistiche, gestite da London Buses.
- Fermata autobus

## Galleria d'immagini

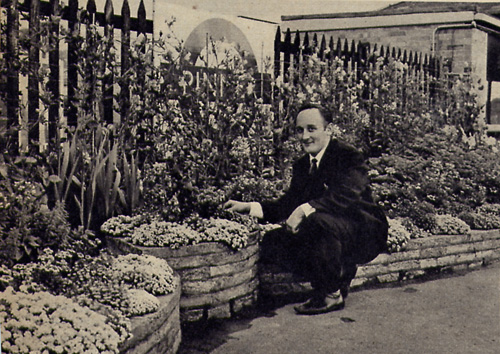
Area verde alla stazione di Pinner nel 1966
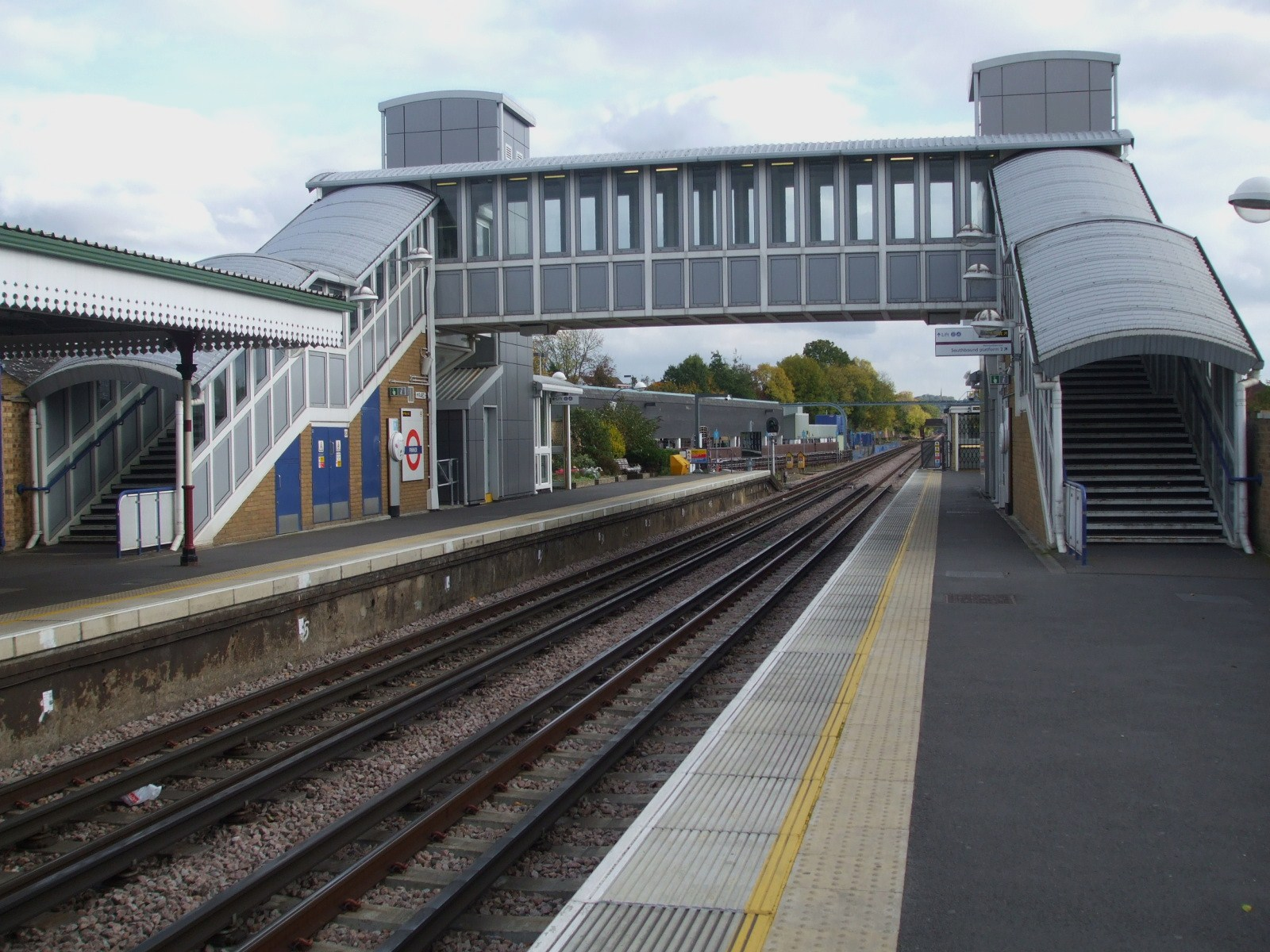
Piattaforma verso nord guardando ad est
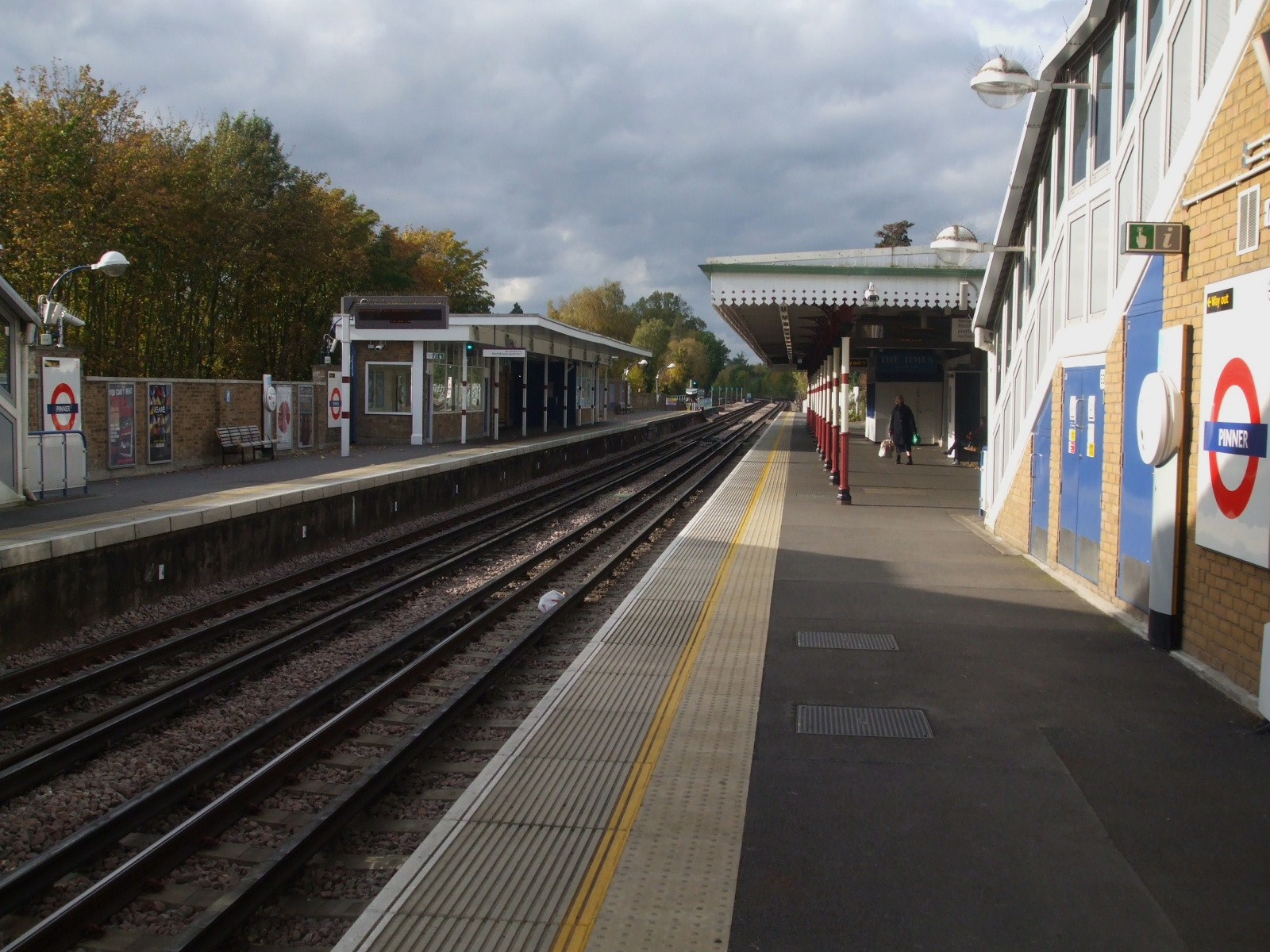
Piattaforma verso sud guardando ad ovest
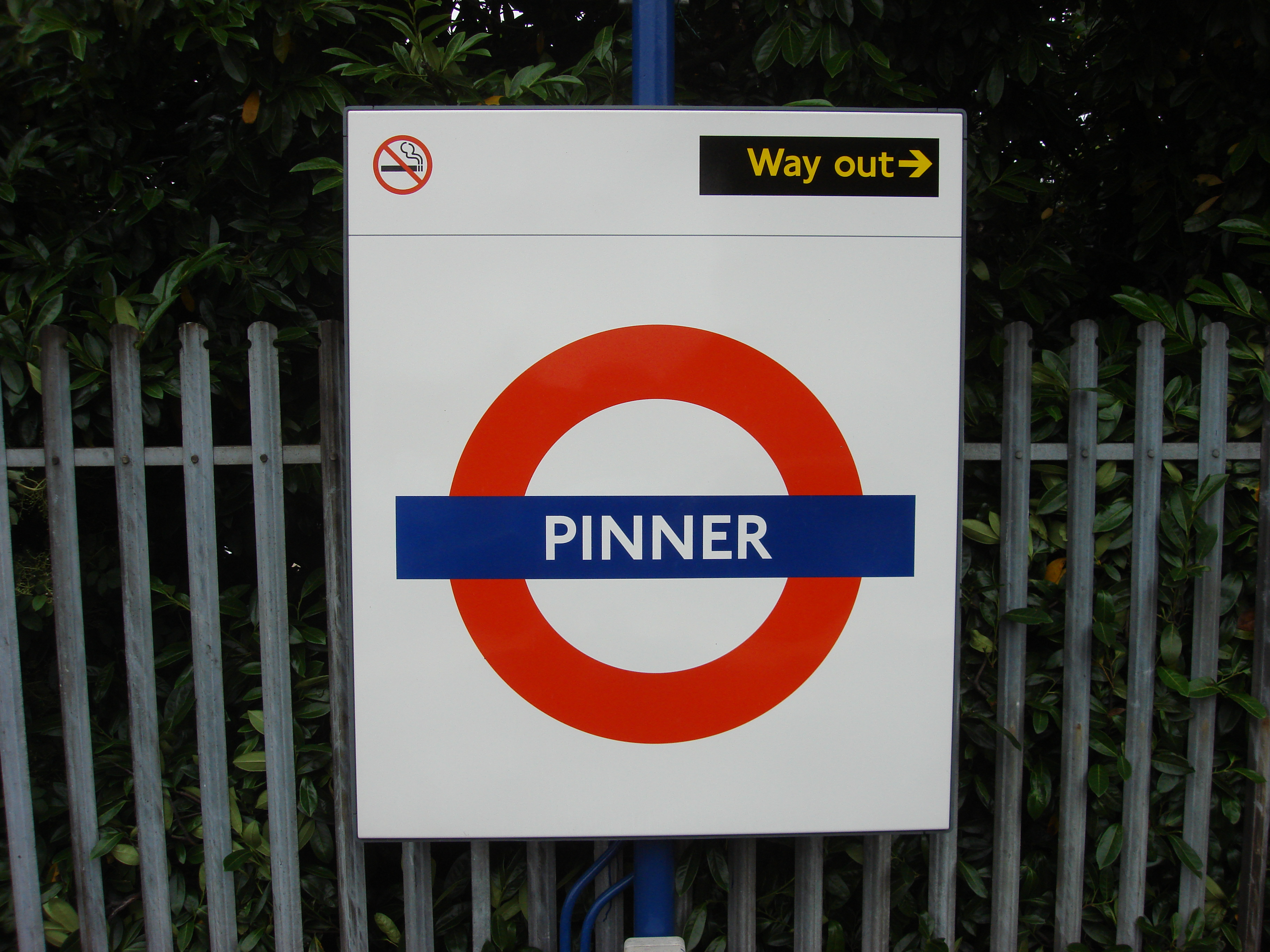
Segnale della stazione
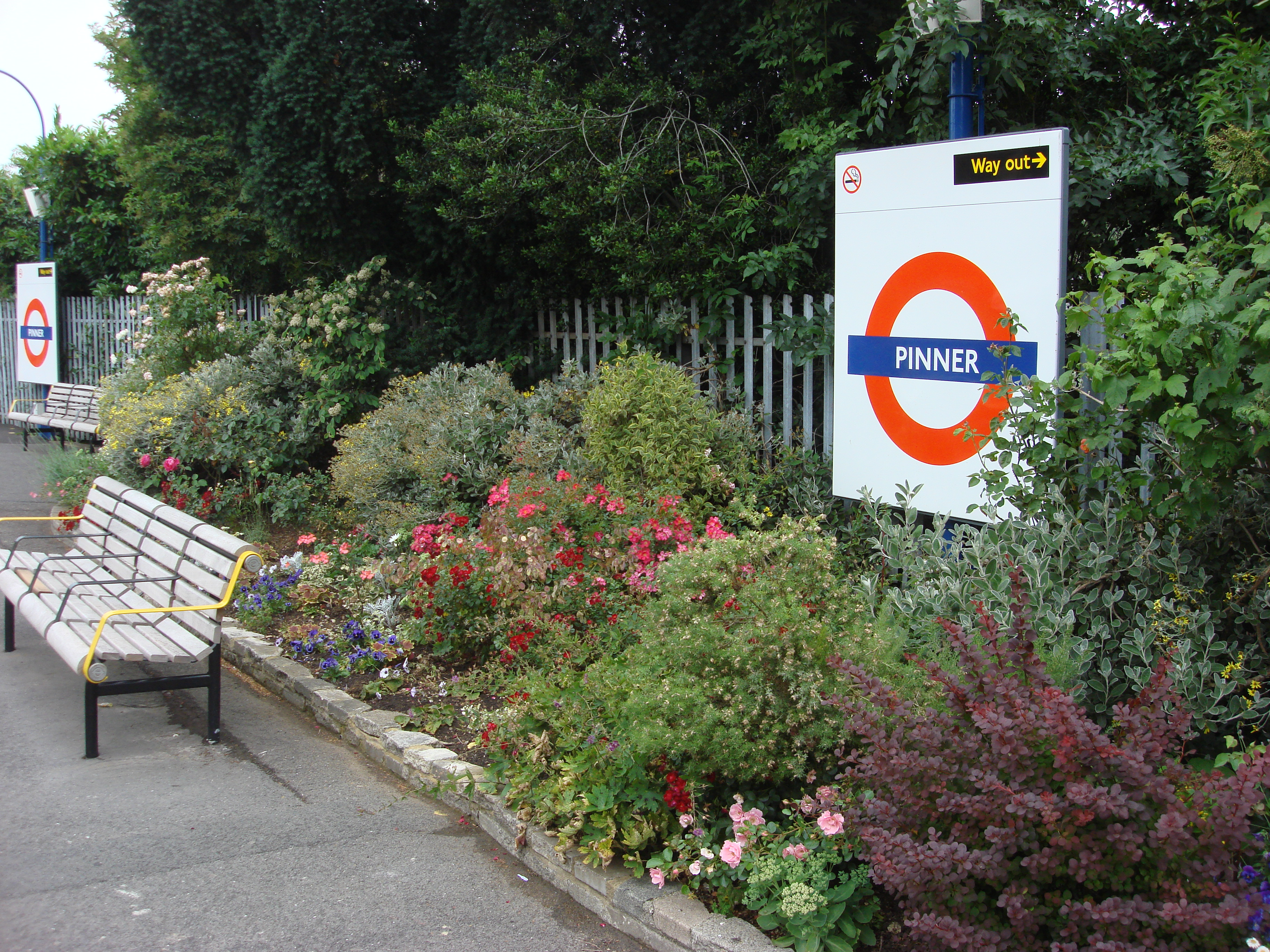
Il giardino oggi